# Ken Wallis

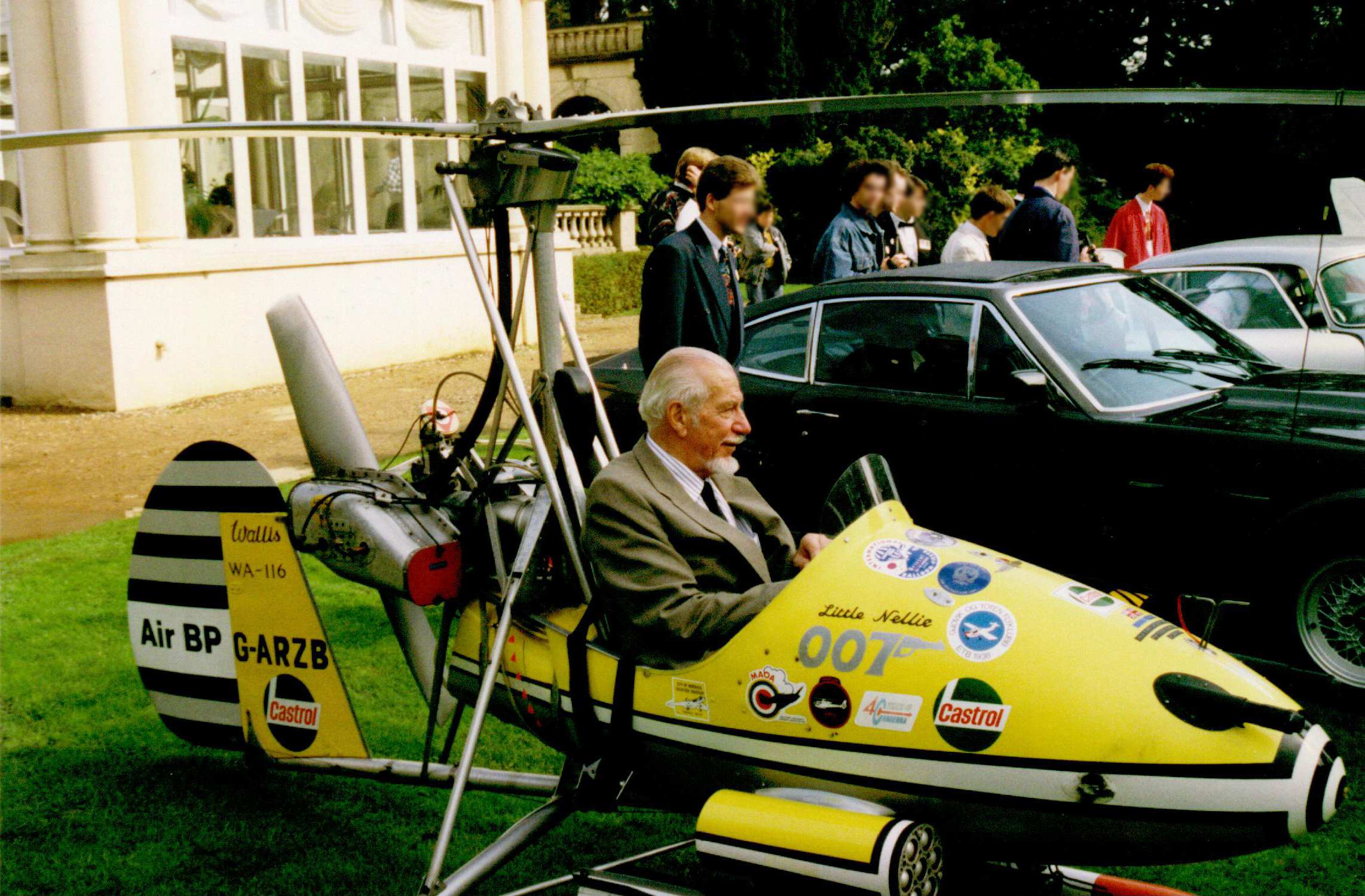
Autogyro Little Nellie with its creator and pilot, Ken Wallis

Kenneth Horatio Wallis (26 de abril de 1916 - 1 de septiembre de 2013) fue uno de los principales exponentes de autogiros. Él llevó a cabo (en algunos casos aún mantiene) 34 registros relacionados con ellos.
Nacido el 26 de abril de 1916 en Ely, Cambridgeshire, Wallis desarrolló un interés práctico en la mecánica, con la construcción de una motocicleta a la edad de 11. En 1936, se inspiró en una demostración por Henri Mignet de su Mignet HM.14 Pou-du-Ciel ("Flying Flea"). Usando sólo el libro de Mignet, Wallis reunió los materiales necesarios, y comenzó a construir su propio Flying Flea. Abandonó la construcción debido a la publicidad adversa difundida acerca de los accidentes fatales que un diseño inadecuado implica.
Se interesó en navegación a motor, que se mantuvo hasta 1957, cuando ganó las 56-millas (90 kilómetros) de largo de la Maratón de Misuri.